# August Köhler (Theologe)

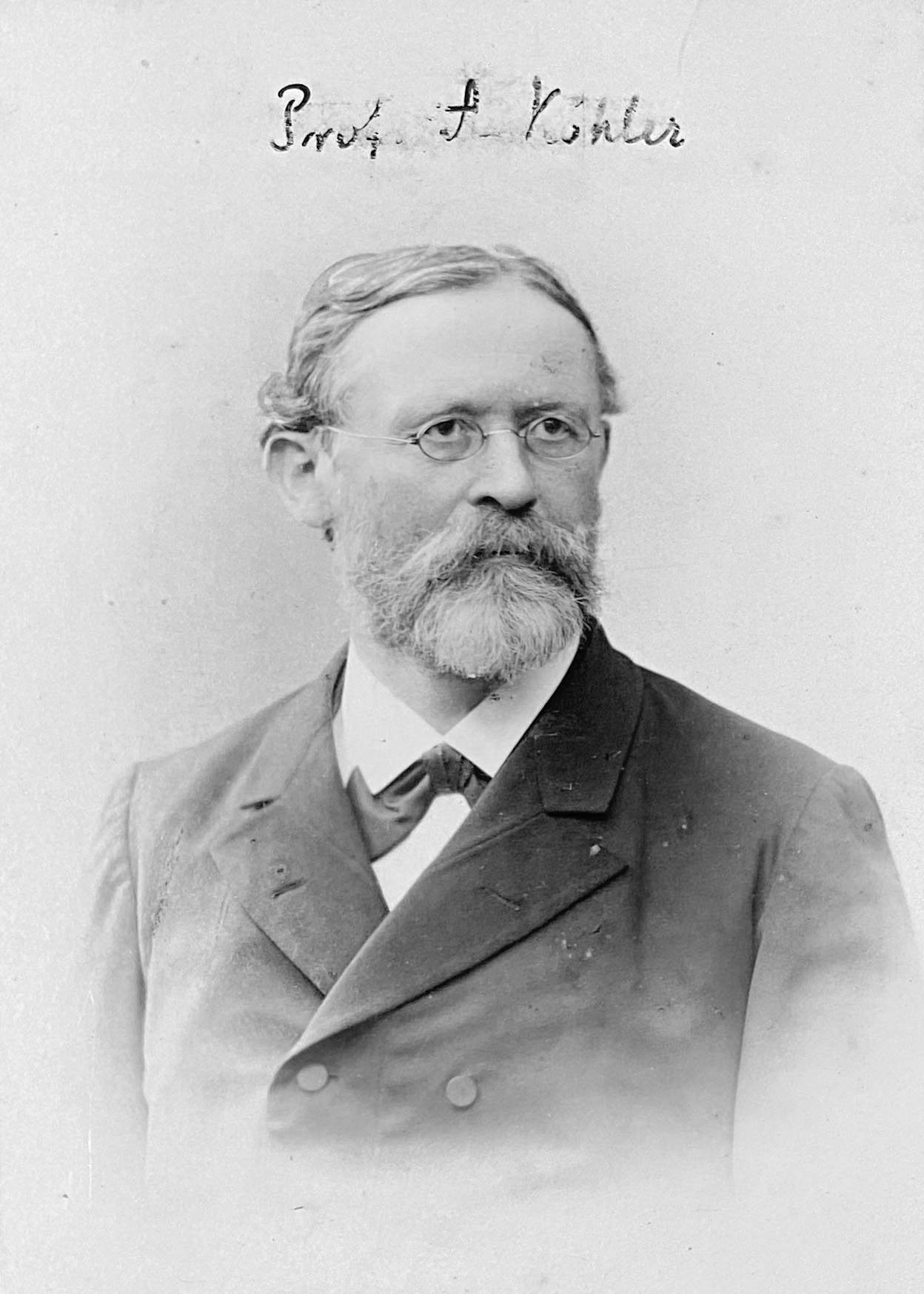
Prof. August Köhler um 1896

Philipp August Köhler (* 8. Februar 1835 in Schmalenberg; † 17. Februar 1897 in Erlangen) war ein deutscher evangelisch-lutherischer Theologe und Hochschullehrer.

## Leben

### Familie
August Köhler war der Sohn des Pfarrers Wilhelm Köhler und dessen Ehefrau Eleonore (geb. Holtzbacher).
Seit 1872 war er mit Antonie Adolfine Luise Döderlein (geb. Köster) verheiratet, gemeinsam hatten sie ein Kind.

### Werdegang
August Köhler besuchte die Volksschule und anschließend die Lateinschule und das Gymnasium (bis zur Auflösung 1987: Herzog-Wolfgang-Gymnasium) in Zweibrücken.
Er immatrikulierte sich im Wintersemester 1851/1852 als Theologie-Student an der Universität Bonn und setzte das Studium im Wintersemester 1852/1853 an der Universität Erlangen, wo er dem Erlanger Wingolf beitrat. Im Wintersemester 1853/1854 studierte er an der Universität Utrecht; 1855 bestand er in Speyer sein Erstes und im Juni 1857 sein Zweites Theologisches Examen in Ansbach.
Er wurde 1856 zum Dr. phil. und am 8. August 1857 in Erlangen zum Lic. theol. promoviert.
Am 12. August 1857 habilitierte er sich als Privatdozent für Altes Testament an der Universität Erlangen und hielt dort seine erste Vorlesung am 4. November 1857. Er wurde dort am 1. Mai 1862 außerordentlicher Professor für alttestamentliche Exegese, bis er im Wintersemester 1864/1865 als ordentlicher Professor für Alttestamentliche Exegese und Hilfswissenschaften erst an die Universität Jena und am 5. September 1866 als ordentlicher Professor für Altes Testament an die Universität Bonn berufen wurde.
Am 1. April 1868 kehrte er dann nach Erlangen zurück und lehrte bis zu seinem Tod Altes Testament; in dieser Zeit war er 1885/1886 Prorektor der Universität, seine Rektoratsrede hatte den Titel Über die Grundanschauungen des Buches Koheleth.
Zu seinen Studenten gehörte unter anderem Ernst Sellin.
An der Universität Erlangen war er Mitglied im akademischen Senat sowie Vertreter der Theologischen Fakultät Erlangen in der Bayerischen Generalsynode.

### Theologisches und schriftstellerisches Wirken
Seine theologische Richtung war besonders von Franz Delitzsch und Johann von Hofmann beeinflusst worden. Er galt als einer der gründlichsten und gelehrtesten alttestamentlichen Forscher seiner Zeit. Sein erstes größeres Werk war ein exegetisches, ein Kommentar zu den nachexilischen Propheten Haggai, Sacharja und Maleachi, das in drei Bänden in den Jahren 1860, 1861 und 1863 erschien.
1875 veröffentlichte er den ersten Band seines eigentlichem Lebenswerk, dem Lehrbuch der Biblischen Geschichte des Alten Testaments, dass er 1893 mit dem letzten Band beendete. In diesem Werk stellte er die Differenzen zwischen den verschiedenen alttestamentlichen Berichten und Quellen dar und prüfte diese auf ihre Glaubwürdigkeit.
Er gab die dreibändige Kirchengeschichte von Friedrich Rudolf Hasse 1864 heraus.
1886 setzte er sich durch seine Schrift Ueber Berichtigung der Lutherischen Bibelübersetzung für die Einführung der revidierten Lutherbibel in Bayern ein.
Seine letzte Publikation war der Artikel Abraham in der 3. Auflage der Realencyklopädie für protestantische Theologie und Kirche, deren Mitarbeiter er auch schon bei der 2. Auflage gewesen war.

## Ehrungen und Auszeichnungen
- Am 22. September 1864 ernannte die Theologische Fakultät der Universität Erlangen August Köhler zum Dr. theol. h. c.
- 1886 wurde er Ritter (1. Klasse) des Verdienstordens vom Heiligen Michael.
- 1894 wurde ihm der Titel eines königlichen Geheimrats verliehen.

## Schriften (Auswahl)
- Lehrbuch der Biblischen Geschichte Alten Testamentes.
  - Band 1. Erlangen: Deichert, 1856.
  - Band 2. Leipzig: Deichert, 1893.
- Die niederländische reformirte Kirche: charakterisirende Mittheilungen über ihren dermaligen Zustand. Erlangen: Deichert, 1856.
- Die nachexilischen Propheten.
  - Band 1: Die Weissagungen Haggai's. Erlangen: Deichert, 1860.
  - Band 2: Der Weissagungen Sacharjas erste Hälfte. Erlangen 1861.
  - Band 3: Der Weissagungen Sacharjas zweite Hälfte. Erlangen: Deichert, 1863.
  - Band 4: Die Weissagungen Maleachi's. Erlangen: Deichert, 1865.
- Friedrich Rudolf Hasse; August Köhler (Hrsg.): Kirchengeschichte.
  - Band 1. Leipzig 1864.
  - Band 2. Leipzig 1864.
  - Band 3. Leipzig 1864.
- De pronunciatione ac vi sacrosancti tetragrammatis YHWH commentatio. Erlangen 1867.
- Ad audiendam orationem de veteris testamenti cum novo necessitudine pro aditu muneris professoris ordinarii in ordine theologorum evangelicorum Universitatis Fridericiae Guilelmiae Rhenanae die XII. m. januarii a. MDCCCLXVII patria lingua habendam qua par est observantia invitat Augustus Koehler: Inest Commentałio de pronunciatione ac vi sacrosancti tetragrammatis. Erlangae: Deichert, 1867.